# WJF
WJF betyder World Juggling Federation och är en amerikansk jongleringsorganisation grundad av Jason Garfield. WJF verkar för en inriktning av jonglering som de kallar sportjonglering. WJF anordnar tävlingar inom sportjonlgering där jonglörerna betygsätts på ett sätt som liknar andra estetiska sporter såsom gymnastik, simhopp och konståkning. WJF:s uttalade syfte är att få jonglering mer uppmärksammat av TV och därför anser de att det krävs en inriktning mot sport. Detta har hittills lyckats i så mån att ESPN har sänt tävlingarna. WJF tar avstånd från clowneri och alla därmed förknippade attribut så som gummikycklingar, lösnäsor och ansiktsmålning. Tävlingar arrangeras i käglor, bollar och ringar.